# Сестра Смрт
Сестра Смрт (шп. Hermana Muerte) шпански је натприродни хорор филм из 2023. Режију потписује Пако Пласа, који је и написао сценарио заједно са Хорхеом Геррикаечеваријом, док главну улогу тумачи Арија Бедмар. Преднаставак је филма Вероника (2017). Радња одвија током 1940-их у Шпанији и прати паранормална искуства искушенице (Бедмар) која долази као учитељица у школу девојчице која је претходно била самостан.
Премијера је приказана 5. октобра 2023. на Филмском фестивалу у Сиџесу. Netflix је приказао филм 27. октобра 2023.

## Радња
Након детињства обележеног чудима, Нарсиса постане искушеница и почне подучавати девојчице у бившем самостану који прогони узнемирујућа појава.

## Улоге
| Глумац            | Улога           |
| ----------------- | --------------- |
| Арија Бедмар      | Нарсиса         |
| Алмудена Амор     | сестра Сокоро   |
| Мару Валдвиелсо   | сестра Хулија   |
| Луиса Мерелас     | опатица         |
| Чело Виварес      | сестра Саграрио |
| Сара Рок          | Роса            |
| Олимпија Рок      | Елвирита        |
| Адријана Камарена | Ана Марија      |
| Марија Делгадо    | Краљ Брајн      |
| Консуело Трухиљо  | сестра Смрт     |
| Сандра Ескасена   | Вероника        |